# Zlatý míč 1976
Zlatý míč, cenu pro nejlepšího fotbalistu Evropy dle mezinárodního panelu sportovních novinářů, v roce 1976 získal podruhé západoněmecký fotbalista Franz Beckenbauer z Bayernu Mnichov. Šlo o 21. ročník ankety, organizoval ho časopis France Football a výsledky určili sportovní publicisté z 26 zemí Evropy.
Na 3. místě skončil brankář Ivo Viktor z Dukly Praha.

## Pořadí
| Pořadí | Jméno               | Klub                                         | Země             | Body |
| 1      | Franz Beckenbauer   | Bayern Mnichov                               | Západní Německo  | 91   |
| 2      | Rob Rensenbrink     | Anderlecht                                   | Nizozemsko       | 75   |
| 3      | Ivo Viktor          | Dukla Praha                                  | Československo   | 52   |
| 4      | Kevin Keegan        | Liverpool                                    | Anglie           | 32   |
| 5      | Michel Platini      | Nancy                                        | Francie          | 19   |
| 6      | Anton Ondruš        | Slovan Bratislava                            | Československo   | 16   |
| 7      | Johan Cruijff       | FC Barcelona                                 | Nizozemsko       | 12   |
| 7      | Ivan Ćurković       | AS Saint-Étienne                             | Jugoslávie       | 12   |
| 9      | Rainer Bonhof       | Borussia Mönchengladbach                     | Západní Německo  | 9    |
| 9      | Marián Masný        | Slovan Bratislava                            | Československo   | 9    |
| 9      | Gerd Müller         | Bayern Mnichov                               | Západní Německo  | 9    |
| 12     | Franco Causio       | Juventus                                     | Itálie           | 7    |
| 13     | Berti Vogts         | Borussia Mönchengladbach                     | Západní Německo  | 6    |
| 14     | Tibor Nyilasi       | Ferencváros                                  | Maďarsko         | 5    |
| 15     | Roberto Bettega     | Juventus                                     | Itálie           | 4    |
| 15     | Jürgen Croy         | Sachsenring Zwickau                          | Východní Německo | 4    |
| 15     | Dudu Georgescu      | Dinamo Bukurešť                              | Rumunsko         | 4    |
| 15     | Jaroslav Pollák     | VSS Košice                                   | Československo   | 4    |
| 19     | Oleg Blochin        | Dynamo Kyjev                                 | Sovětský svaz    | 3    |
| 19     | Joachim Streich     | 1. FC Magdeburg                              | Východní Německo | 3    |
| 21     | Gérard Janvion      | AS Saint-Étienne                             | Francie          | 2    |
| 21     | Dieter Müller       | 1. FC Kolín nad Rýnem                        | Západní Německo  | 2    |
| 21     | Dominique Rocheteau | AS Saint-Étienne                             | Francie          | 2    |
| 21     | Santillana          | Real Madrid                                  | Španělsko        | 2    |
| 21     | Benny Wendt         | 1. FC Kolín nad Rýnem Tennis Borussia Berlín | Švédsko          | 2    |
| 26     | Ali Kemal           | Trabzonspor                                  | Turecko          | 1    |
| 26     | Jupp Heynckes       | Borussia Mönchengladbach                     | Západní Německo  | 1    |
| 26     | Dominique Bathenay  | AS Saint-Étienne                             | Francie          | 1    |
| 26     | Dino Zoff           | Juventus                                     | Itálie           | 1    |